# Ка (Бергамо)
Ка је насеље у Италији у округу Бергамо, региону Ломбардија.
Према процени из 2011. у насељу је живело 30 становника. Насеље се налази на надморској висини од 161 м.